# Sayyid Burhan Khan
Sayyid Burhan Khan fou el darrer kan de Kassímov (1626-1681). Era fill d'Alp Arslan Khan al que va succeir vers el 1626 i apareix esmentat com a kan per primer cop el 1627. El 1630 és esmentat en una llista de prínceps dependents de Rússia.
El 1636 el viatger Adam Olearius va visitar Kassímov, que diu que estava sota govern d'un kan tàtar de nom Res Kitzi (que es creu que era un malnom local que vol dir "Petit Capità"), que vivia en un palau de pedra amb la seva mare (Fàtima Sultan) i el seu avi (Ak Muhammad Sayyid Chakulof, pare de Fàtima) i tenia 12 anys. El tsar li va prometre donar-li a la seva filla en matrimoni si es feia cristià però es va excusar al·legant que ho decidiria quan fos més gran. El kan no va oferir hospitalitat a Olearius perquè va al·legar que als russos no els agradaven els contactes dels prínceps amb els estrangers.
El 1653 va anar a Moscou amb altres prínceps tàtars a fer homenatge al tsar. Fou segurament llavors que es va fer cristià i va agafar el nom de Basili i el desembre d'aquell any va dinar amb el patriarca Nikon i el tsar. Va conservar el kanat, que per primera vegada passava a un no musulmà. El 1656 va participar en la campanya de Suècia de 1656 i en la de la Petita Rússia el 1678.
Va viure a Kassímov fins a la seva mort que va ser vers 1680. La seva dona es deia Maria i els seus fills Miquel i Basili. La seva mare Fàtima Sultan va conservar els títols i drets de manera vitalícia.